# Layeniyya
La Layenne est une voie soufie née au Sénégal au sein de la communauté lébou du village de Yoff – devenu l'une des communes d'arrondissement de Dakar. Elle a été fondée par Seydina Limamou Laye. 

De nombreuses sources l'assimilent à une confrérie ou à une secte, alors qu'elle ne se définit pas comme telle.

Elle représente aujourd'hui environ 6 % de la population sénégalaise.

## Fondation
Seydina Limamou Lahi, pêcheur et agriculteur lébou de Yoff, se déclare l’envoyé de Dieu, le Mahdi, le 24 mai 1883, à l'âge de 40 ans. Il se rebaptise Laye (ou Lahi).
Seydina Limamou Lahi prône un retour à un islam rigoureux, combattant notamment le culte des génies et autres dieux protecteurs au sein de la société Lébou.
Repoussé par sa communauté natal, il s’enfonce dans l’océan et lui ordonne de reculer pour lui permettre de créer le quartier de Diamalahi. Il invite ensuite tout être vivant à venir le rejoindre dans l’adoration pure et sincère de son créateur. 
Seydina Limamou Lahi meurt en 1909. Il laisse un livre en six parties, connu sous le nom de Sermon. Illettré (comme Mahomet), qui a été dicté en wolof à ses disciples – au premier rang desquels Matar Lo.  Son mausolée est bâti à Yoff, face à la mer et n'a jamais été dépassé par cette dernière malgré une érosion avancée des zones voisines.

## Doctrine et organisation
La Layeniyya est fortement marquée par sa naissance au sein de la communauté Lébou et le poids de la famille de Seydina Limamou Laye.
Les khalifs de Seydina Limamou Lahi sont Seydina-Issa Rouhou Laye qui devient le premier khalife de la confrérie Layene qu’il dirige 40 ans, de 1909 à 1949. Son frère Seydina-Madione Laye lui succède de 1949 à 1971. Le premier petit-fils du prophète succéda à son père comme son homonyme l’avait fait, Seydina-Issa Laye 2 lui succède de 1971 à 1987 ensuite son frère seydina mame alassane laye de 1987 à 2001 ensuite seydina abdoulaye fils aîné de seydina issa rouhou laye aleyhi salam devint le khalif de 2001 à 2021 , et Seydina mouhamadou makhtar laye ibn seydina mandione  de 2021 à 2025. L’actuel khalif est MOUHAMADOU LAMINE LAHI ibn SEYDINA ABOUBACAR LAHI IBN SEYDINA LIMAMOU LAHI ALEYSALAM. 
Il faut aussi, mentionner le 3ème fils du Mahdi Seydina Limamou Laye (PSL), qui est Seydina Ababacar Laye. Ce dernier ne fut pas khalif car il fut rappelé à Dieu avant son grand-frére Seydina Mandione Laye, en 1966. Seydina Ababacar Laye était une copie conforme de son père. Il lui ressemblait de par le physique, la démarche et la même voix. Aussi, c'est lui qu'on surnomme "Baaboul Ouloum" qui signifie la porte des sciences de par son savoir qu'il hérita de son illustre père le Mahdi. 
La Layeniyya se caractérise par : 
- le rejet du système des castes (ses membres prennent tous le nom de Laye pour ne pas recourir à leur patronyme qui les stigmatiserait)[1]
- le rejet de la culture religieuse des djinns
- la discipline[2]
- l’assistance fraternelle[2]
- le souci d'un islam « propre et sincère », sans souillure aussi bien physique (ainsi leurs ablutions ne s’arrêtent pas aux chevilles mais remontent jusqu’aux genoux, les vêtements et le lieu de prière doivent être nettoyés) que morale (en évitant les mauvaises actions et en multipliant les bonnes) [2]
- la place importante accordée aux femmes dans le culte[2]
- l'importance des chants religieux[2] à toutes les fêtes religieuses et avant la prière

Le jour du 8e mois du calendrier musulman, les Layenes célèbrent dans leur capitale de Yoff l’anniversaire de l’appel de Limamou Laye.
Limamou Laye affronte le scepticisme mais aussi la méfiance du gouverneur français qui redoute la constitution d'un mouvement d'opposition.